# 裴绣标
裴绣标，曲沃人，是一名清朝政治人物。贡生出身。
裴绣标曾于康熙五十八年(1719年)接替戴振河任邵武府知府一职，康熙六十一年(1722年)由汤震接任。